# Шуляк, Елена Алексеевна
Елена Алексеевна Шуляк (укр. Олена Олексіївна Шуляк; род. 24 января 1976, Киев) — украинский предприниматель, политик. Народный депутат Украины IX созыва. Председатель партии «Слуга народа» с 15 ноября 2021 года. С 15 ноября 2019 года — представитель Кабинета Министров в Верховной Раде Украины.

## Биография
Окончила с отличием Национальный транспортный университет (специальность «Экономика и управление в строительстве»), Международный институт менеджмента (получила степень МВА), КНУ имени Тараса Шевченко (специальность «Психология»).
Имеет сертификат аудитора с 1999 года. С 2000 по 2006 годы работала директором департамента аудита и анализа финансово-хозяйственной деятельности ФПГ «Midland Group» в Украине. С 2005 по 2007 годы была членом Наблюдательного совета ЗАО «Экспресс-банк». С 2007 по 2014 годы занимала должность генерального директора компании «Midland Development Ukraine».
С 2014 по 2015 годы возглавляла Наблюдательный совет Украинского строительного сообщества. В октябре 2017 года стала соучредителем ООО «Криэйтор». С 1999 по 2000 годы и с 2018 года — руководитель и владелица аудиторской фирмы «Стандарт».
Вице-президент по финансам украинского филиала международной организации «Young Presidents' Organization».
Член правления и руководитель сектора «Строительство» в ОО «Офис эффективного регулирования» (BRDO), координатор инициативы «Кадровый резерв».

## Политическая деятельность
В 2014 году — кандидат в депутаты Киевского городского совета от партии «Демократический альянс», № 5 в списке. В апреле 2015 года она была кандидатом на должность главы Государственной фискальной службы.
Является членом правления общественно-политического движения «Люди важны».
Кандидат в народные депутаты от партии «Слуга народа» на парламентских выборах 2019 года, № 13 в списке. На время выборов: генеральный директор ООО «Мидланд Девелопмент Украина», беспартийная. Проживает в Киеве.
Заместитель председателя депутатской фракции партии «Слуга народа». Председатель Комитета Верховной Рады по вопросам организации государственной власти, местного самоуправления, регионального развития и градостроительства.
15 ноября 2021 года возглавила партию «Слуга народа».

## Законотворческая деятельность
Из главных законопроектов Елены Шуляк, которые поддержал парламент во втором чтении и в целом, выделяют:
- №1052 о совершенствовании нормирования в строительстве. Документ внедряет современные архитектурные решения и новые технологии в строительстве[12].
- №2698 о предоставлении строительной продукции на рынке. Украина взяла на себя обязательства в рамках ассоциации с ЕС гармонизировать стандарты по строительным изделиям, в соответствии с регламентом № 305 (документ о переходе к цивилизованному рынку строительных изделий). Этот документ позволяет гармонизировать стандарты по строительным изделиям в Украине, в соответствии с европейскими[13].
- №5091 о гарантировании прав на объекты недвижимого имущества, которые будут построены в будущем. Документ вводит надежные предохранители от махинаций в жилой недвижимости[14].
- №5655 о реформе градостроительства. Реформа призвана цифровизировать систему градостроительства, ввести жесткий контроль за стройками и внедрить высокую ответственность за нарушения[15].
- №7198 о механизме компенсации за разрушенное и поврежденное украинцам жилье в результате полномасштабного российского вторжения в Украину. Документ является инструментом для получения компенсаций, также обеспечивает полноценное восстановление жилой инфраструктуры общин[16].

## Награды
- Орден княгини Ольги III степени (2021) — за значительный личный вклад в государственное строительство, укрепление обороноспособности, социально-экономическое, научно-техническое, культурно-образовательное развитие украинского государства, многолетний добросовестный труд, весомые трудовые достижения, а также в связи с 30-летней годовщиной независимости Украины[17].

## Личная жизнь
Замужем, воспитывает дочь Дарью. Муж — Александр Александрович Шуляк, основатель и руководитель юридической фирмы «Энжиай Групп».